# Płosodrza
Płosodrza – wieś w Polsce położona w województwie mazowieckim, w powiecie siedleckim, w gminie Mordy. Ma status sołectwa.
Wierni Kościoła rzymskokatolickiego należą do parafii Trójcy Świętej w Łosicach.
W czasie okupacji niemieckiej mieszkająca we wsi Helena Szmurło z d. Biernacka udzieliła pomocy Mosze Smolarzowi. W 2014 roku Instytut Jad Waszem podjął decyzję o przyznaniu Helenie Szmurło tytułu Sprawiedliwej wśród Narodów Świata.
W latach 1975–1998 miejscowość administracyjnie należała do województwa siedleckiego.